# Nikon Z 9
Die Z 9 ist ein spiegelloses Systemkameragehäuse des japanischen Herstellers Nikon mit Z-Bajonett. Die Kamera wurde am 28. Oktober 2021 vorgestellt und ist als Flaggschiff-Modell für den professionellen Einsatz konzipiert, insbesondere im Bereich der Presse-, Sport- und Wildlife-Fotografie. Sie steht innerhalb des Nikon-Sortiments in Konkurrenz zur SLR D6.

## Technische Merkmale
Bei der Z9 handelt es sich um ein spiegelloses Systemkameragehäuse mit Vollformatsensor und integriertem Hochformatgriff. Sie verwendet einen Stacked-CMOS-Sensor mit einer Auflösung von 45,7 Megapixeln. Solche Sensoren können im Vergleich zu den bisher verwendeten mit rückwärtiger Belichtung deutlich schneller ausgelesen werden. Daher hat Nikon erstmals auf einen mechanischen Verschluss verzichtet.
Ein weiterer Vorteil der schnellen Auslesbarkeit des Sensors ist die höhere Serienbildgeschwindigkeit. So können bis zu 20 RAW-Bilder, 30 JPEG-Bilder mit voller Auflösung oder 120 JPEG-Bilder mit einer Auflösung von 11 Megapixeln pro Sekunde aufgenommen werden.
Videos zeichnet die Z9 maximal in 8K-Auflösung (8256 × 4644 Px) mit bis zu 60 B/s und 12 Bit im RAW-Format auf. In 4K-Auflösung können bis zu 120 B/s aufgenommen werden.
Die beiden Speicherkartenslots nehmen CFexpress-Speicherkarten des Typs B auf, sind aber abwärtskompatibel zu XQD-Speicherkarten.

## Auszeichnungen
Die Nikon Z 9 wurde 2022 von der Technical Image Press Association (TIPA) als beste Profi-Vollformat Kamera ausgezeichnet.